# Schöner Mann
Schöner Mann är en bergstopp i Österrike.   Den ligger i distriktet Dornbirn och förbundslandet Vorarlberg, i den västra delen av landet, 500 km väster om huvudstaden Wien. Toppen på Schöner Mann är 1 532 meter över havet, eller 264 meter över den omgivande terrängen. Bredden vid basen är 2,2 km.
Terrängen runt Schöner Mann är varierad. Runt Schöner Mann är det tätbefolkat, med 442 invånare per kvadratkilometer.. Närmaste större samhälle är Dornbirn, 6,3 km norr om Schöner Mann. 
I omgivningarna runt Schöner Mann växer i huvudsak blandskog.